# Чемпионат Африки по дзюдо 2012
Чемпионат Африки по дзюдо 2012 года прошёл 4 — 6 апреля в городе Агадир (Марокко).

## Медалисты

### Мужчины
| Весовая категория       | Золото                         | Серебро                      | Бронза                                                 |
| ----------------------- | ------------------------------ | ---------------------------- | ------------------------------------------------------ |
| Суперлёгкая (до 60 кг)  | Яссин Мудатир · Марокко        | Фрай Дхуиби · Тунис          | Лусанда Нгома · ЮАР Лиес Сакер · Алжир                 |
| Полулёгкая (до 66 кг)   | Ахмед Юсеф Эль-Кависах · Ливия | Хусем Халфауи · Тунис        | Ахмед Авад · Египет Юсеф Нуари · Алжир                 |
| Лёгкая (до 73 кг)       | Хуссейн Хафиз · Египет         | Гидеон ван Зил · ЮАР         | Мохамед Абудлнассер · Ливия Ларби Грини · Алжир        |
| Полусредняя (до 81 кг)  | Сафуан Аттаф · Марокко         | Абдерахман Бенамади · Алжир  | Сейфуддин бен Хассен · Тунис Мохамед Дарвиш · Египет   |
| Средняя (до 90 кг)      | Хешам Месба · Египет           | Диудонн Долассем · Камерун   | Амар Бенихлеф · Алжир Кинапея Ромео Коун · Кот-д’Ивуар |
| Полутяжёлая (до 100 кг) | Рамадан Дарвиш · Египет        | Лиес Буякуб · Алжир          | Адил Фикри · Марокко Франк Эван Муссима · Камерун      |
| Тяжёлая (свыше 100 кг)  | Эль-Мехди Малки · Марокко      | Ислам Эль-Шехаби · Египет    | Файсал Джабала · Тунис Мохаммед Тайеб · Алжир          |
| Абсолютная категория    | Файсал Джабала · Тунис         | Мохамед Сайед Юссеф · Египет | Джалал Беналла · Марокко Билал Зуани · Алжир           |

### Женщины
| Весовая категория      | Золото                     | Серебро                   | Бронза                                                       |
| ---------------------- | -------------------------- | ------------------------- | ------------------------------------------------------------ |
| Суперлёгкая (до 48 кг) | Хела Аяри · Тунис          | Сабрина Саиди · Алжир     | Филомене Бата · Камерун Сандрин Иленду · Габон               |
| Полулёгкая (до 52 кг)  | Сорая Хаддад · Алжир       | Амани Халфауи · Тунис     | Зулейха Абзетта Дабонн · Кот-д’Ивуар Ханан Керруми · Марокко |
| Лёгкая (до 57 кг)      | Ратиба Тарикет · Алжир     | Ортанс Дидхиу · Сенегал   | Фатима Зохра · Марокко Шандра Шогеди · Гана                  |
| Полусредняя (до 63 кг) | Ризлен Зуак · Марокко      | Асма Бжауи · Тунис        | Северин Неби · Буркина-Фасо Кахина Саиди · Алжир             |
| Средняя (до 70 кг)     | Худа Милед · Тунис         | Антония Морейра · Ангола  | Айча Бенабдеррахмен · Алжир Ассмаа Нианг · Марокко           |
| Полутяжёлая (до 78 кг) | Хана Мергени · Тунис       | Аджане Одри Кумба · Габон | Жоржетта Сагна · Сенегал Амина Теммар · Алжир                |
| Тяжёлая (свыше 78 кг)  | Сония Асселах · Алжир      | Нихел Шейх Руху · Тунис   | Рания Эль-Килали · Марокко                                   |
| Абсолютная категория   | Рания Эль-Килали · Марокко | Нихел Шейх Руху · Тунис   | Аннабелл Лапровиденс · Маврикий Моника Сагна · Сенегал       |